# 酒頌
『酒頌』（しゅしょう）は、上田真樹作曲の合唱曲。

## 概説
2008年（平成20年）2月23日の早稲田大学グリークラブ第57回送別演奏会において、この演奏会で卒団する100期生のために男声合唱版が作曲された。初演指揮=山田和樹。テキストは林望の訳詩集『新海潮音』（原詩:ウィリアム・バトラー・イェイツ）による。ト長調で始まり、終盤変イ長調に転調する。林の訳詩にはない「かんぱい」（乾杯）の語が曲の最後で繰り返され、大変威勢の良い曲である。
この年度の早稲田グリーは、創立100周年記念演奏会で上田に男声合唱曲『稲風』を委嘱・初演した。この演奏会を受けて、当時の学生指揮者は年賀状で、下級生には内緒で卒団生だけで歌う曲の製作を上田に依頼し、「彼らはお酒のイメージが強かったから（笑）。」と上田は酒をテーマにした曲を彼らにプレゼントした。この曲が製作されていたことは山田も演奏会当日まで知らされておらず、山田は初見の楽譜で本番直前に卒団生とともにリハーサルし、暗譜で本番の指揮をした。
作曲の経緯から、「ワセグリの子たちにプレゼントした曲だし、それっきりだったのね。」と、再演を予定していない曲であった。しかし「ワセグリっていろんなところにお座敷に行くから、そこで楽譜が出回ったみたい。あるレセプションで「歌える人で歌います」って『酒頌』をやったら、歌える人がすごく多かった。」として、上田の関知しないところでこの曲は愛唱歌としての広がりを見せることになり、今日では「合唱の大定番曲」として広く知られることになる。
2017年（平成29年）には、ハルモニア・アンサンブルの委嘱により混声合唱にも編曲された。

## 楽譜
早稲田グリーのために書かれた『海のあなたの』との合刷の形で、2017年に全音楽譜出版社から出版されている。